# Fánis Christodoúlou
Pour les articles homonymes, voir Christodoulou.
Theofánis « Fánis » Christodoúlou, (grec moderne : Θεοφάνης «Φάνης» Χριστοδούλου) né le 22 mai 1965 à Athènes, est un joueur grec de basket-ball, évoluant au poste d'ailier.

## Club
- 1983–1997 :  Paniónios Néa Smýrni
- 1997–1998 :  Panathinaïkós Athènes

## Palmarès

### Club
- Champion de Grèce

### Sélection nationale
- Championnat d'Europe
  -  Médaille d'or Championnat d'Europe 1987
  - 4e du Championnat d'Europe 1997
- autres
  - 220 sélections en Équipe de Grèce
  - 2 278 points en Équipe de Grèce